# 763 v.Chr.
Het jaar 763 v.Chr. is een jaartal volgens de christelijke jaartelling.

## Gebeurtenissen

### Klein-Azië
- Koning Sardur II (763 - 733 v.Chr.) regeert over het koninkrijk Urartu.

### Assyrië
- 15 juni - Volgens Assyrische eponiemenlijsten vindt er in het jaar Bur-Sagale een zonsverduistering plaats.
- Koning Assur-dan III onderdrukt in Assur een opstand in het oudste gedeelte van de stad Libbi-ali.

## Overleden
- Argishte I, koning van Urartu